# Hejnał Szczecina
Hejnał Szczecina – sygnał muzyczny rozbrzmiewający codziennie o 12:00 z Zamku Książąt Pomorskich w Szczecinie oraz Urzędu Miasta.

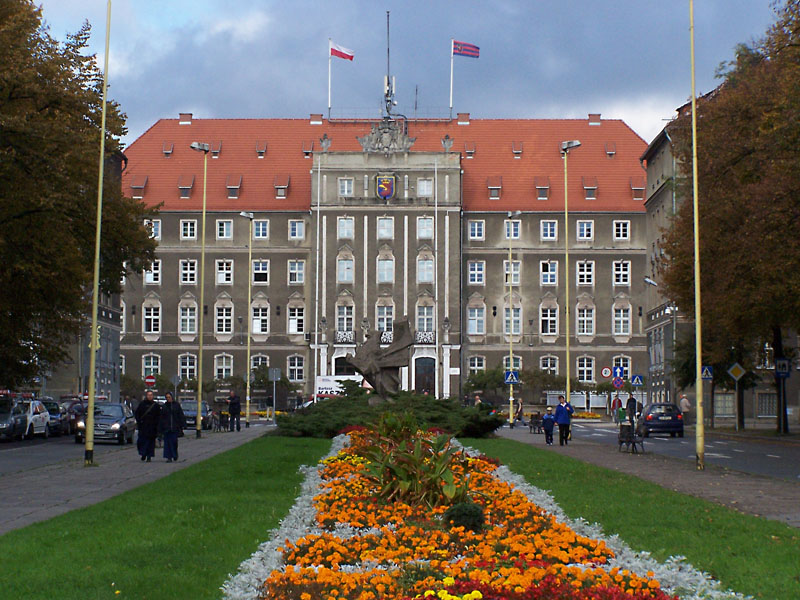
Urząd Miejski w Szczecinie

Hejnał został skomponowany w 1995 roku przez Janusza Stalmierskiego. Hejnał trwa około minuty i do 31 maja 2023  zwykle był na żywo wykonywany przez jednego trębacza, z wyjątkiem świąt państwowych i miejskich (26 kwietnia, 1,3 maja, 5 lipca, 15 sierpnia, 11 listopada), kiedy grany jest uroczyście przez trzech trębaczy. Uchwałą Rady Miejskiej w Szczecinie z dnia 2 grudnia 1996 roku hejnał został przyjęty do statutu miasta.